# Tallon Griekspoor
Tallon Griekspoor (n. 2 iulie 1996) este un tenismen profesionist neerlandez. Cea mai bună poziție în clasamentul ATP la simplu este locul 44 mondial, atinsă la 1 august 2022, iar la dublu locul 214 mondial, la 5 decembrie 2022. Griekspoor este jucătorul neerlandez nr. 2 la simplu masculin. A câștigat un record de opt titluri Challenger într-un sezon, mai mult decât orice alt jucător din turul ATP Challenger și a devenit primul jucător care a câștigat cinci titluri consecutive din istorie.